# 热能
熱能在物理或熱力學中的定義尚未達成完全統一共識，因此建議謹慎使用該詞以避免混淆。
根據熱力學理論，熱能通常被描述為熱力學系統內能的一部分，特別是在熱平衡或非相變條件下，與溫度相關的能量部分。微觀上，熱能與構成物質的原子或分子的無序運動相關，包括分子動能和分子間位能，可能表現為顯熱（如水加熱）或潛熱（如冰融化）。然而，內能的改變並不總是伴隨溫度變化，例如在相變過程中。
在熱力學中，能量轉移分為「熱」和「功」兩種形式：「熱」由溫度差引起，「功」由力與位移作用產生。
由於這些區別，熱能的用法在科學文獻中可能與「熱量」、「內能」或「分子動能」有所重疊，故具體所指要因上下文而異。

## 熱傳播
熱（Heat）是能量傳遞的一種方式，特指由溫度差引起的能量轉移過程。熱的傳遞有三種基本方式：
- 熱傳導：能量通過粒子間的振動或碰撞，在物質內部由高溫處傳至低溫處的過程。無需物質整體移動。常見於固體，傳導效率為固體 > 液體 > 氣體，主要取決於材料的熱導率而非比熱[7]。例：金屬棒一端加熱，另一端變熱。
- 對流：熱隨著流體（氣體或液體）本身的移動而傳遞。包括自然對流（因密度差）與強制對流（如風扇推動空氣）[8]。例：熱湯中的水流上下循環。
- 輻射：熱以電磁波形式（主要為紅外線）傳遞，不需介質，可在真空中進行[9]。例：陽光穿越太空加熱地球。

## 熱功當量
功與能量的單位是焦耳，熱量的單位是卡，1卡就是讓1公克的水從14.5 °C 升至15.5 °C所需的熱量。英國人焦耳在1837~1847年間，以一連串的實驗證實了熱量與功之間可以互相轉換，並定出了它們單位之間換算的比值。

## 熱能的簡單定義
在熱力學中，一個粒子因為溫度而具有的能量，稱為熱內能（thermal energy）。這個熱內能可由以下公式估算：
{\displaystyle U_{\text{thermal}}=f\cdot {\frac {1}{2}}kT}
其中，{\displaystyle f} 表示該粒子的自由度（degrees of freedom），即粒子可運動的方向或方式（例如在三維空間中可前後、左右、上下移動，共三個自由度）；{\displaystyle T} 為絕對溫度（單位為 K，開爾文），{\displaystyle k} 為波茲曼常數（Boltzmann constant）。
例子：對於理想氣體中的單原子粒子（例如氦氣），其可在三個方向自由運動，因此平均熱能為：
{\displaystyle U_{\text{thermal}}={\frac {3}{2}}kT}
這表示每個粒子的平均熱能與溫度成正比，溫度越高，粒子的熱能越大。
總熱能：若氣體中含有 {\displaystyle N} 個粒子，則整個系統的總熱內能為：
{\displaystyle U_{\text{thermal-total}}=N\cdot f\cdot {\frac {1}{2}}kT}
這是「等分原理」（equipartition theorem）的應用結果，適用於具有經典行為的熱平衡系統。
需要注意的是，這裡的「熱能」僅表示粒子因熱運動所具有的能量，並不包括系統中可能存在的其他能量形式，如位能（如重力勢能）、鍵能（如化學鍵）、或質能（{\displaystyle E=mc^{2}}）等。

## 熱量、內能，與熱能的區別，以及“熱能”概念的模糊性
熱量（Heat, 
𝑄）: 當兩個物體之間存在溫差時，能量會自發地由高溫物體傳向低溫物體，這種因溫度差而轉移的能量，稱為「熱量」。熱量是能量傳遞的一種形式，只能在系統之間由於溫度差而發生，不是某個系統內部固有的性質。因此，我們說某物「含有」熱量是不正確的。
內能（Internal energy）是系統的一種性質，與系統內粒子的運動狀態（分子動能、分子間位能）有關。對於理想氣體而言，內能主要來自粒子的動能，這種動能與溫度成正比，因此內能和溫度有明確關係。在這個特殊情況下，有人將理想氣體的內能統稱為「熱能」，但這種說法只在特定語境中才合理。
然而，對於更複雜的系統（如真實氣體或含有相變的物質），內能不再單純與溫度成正比。例如在冰融化、水沸騰這類相變過程中，內能會改變，但溫度卻不變，因此無法只用溫度來定義「熱能」。
此外，在一些熱力學循環過程中，系統的起點與終點狀態相同，內能變化為零，但過程中卻發生了淨熱量傳遞與作功（例如熱機發電）。這進一步說明，熱能與內能的關係並非一一對應，所謂「熱能」也就無法被清楚定義。